# ساعة الشطرنج

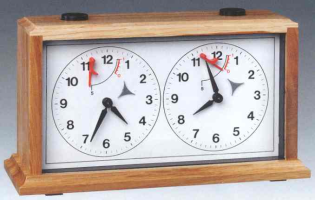
ساعة الشطرنج الميكانيكية. الضغط على أحد الزرين في الجزء العلوي ينتج عنه وقف واحدة من الساعتين وتفعيل الأخرى.

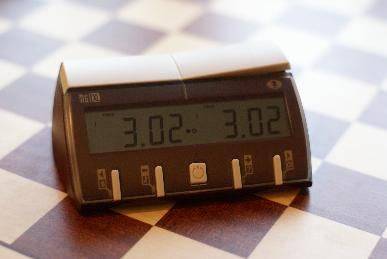
ساعة الشطرنج الإلكترونية. الضغط على أحد الزرين في الجزء العلوي ينتج عنه وقف واحدة من الساعتين وتفعيل الأخرى.

ساعة الشطرنج هي جهاز للسيطرة على الوقت في ألعاب مثل الشطرنج، السكرابل، لعبة الضامة، غو، شوغي وغيرها. يمكن تسمية الأجهزة المماثلة بأسماء مختلفة: ساعة التحكم، مؤقت زمني، ساعة الضامة، ساعة الألعاب الذهنية...
تنقسم ساعات الشطرنج إلى نوعين: ميكانيكية وإلكترونية.

## التاريخ
في البدء كان الشطرنج يلعب دون تحديد للزمن المخصص للتفكير. استغرق بعض اللاعبين وقتا طويلا لإنجاز نقلاتهم، إما لأنها كانت متسقة مع مزاجهم أو لأنهم كانوا في مواقف خاسرة، دون أن يقرروا مواصلة اللعب أو الإستسلام.في القرن التاسع عشر أصبحت الشطرنج اللعبة الأولى التي اعتمدت الاستخدام المنهجي لتحديد الزمن على جميع مستويات المنافسات.

## بعض القواعد لساعة الشطرنج
1 ساعة الشطرنج هي ساعة مزودة بشاشتي عرض للوقت متصلتين ببعضهما بحيث تسمح لساعة واحدة فقط بالعمل في كل مرة.
«الساعة» في قانون الشطرنج تعني إحدى شاشتي عرض الوقت.
«سقوط العلم» تعني انتهاء الوقت المحدد للاعب. (أو ظهور مؤشر انتهاء الوقت في الساعة الإلكترونية).
2
(أ) عند استعمال ساعة الشطرنج يجب على كل لاعب أداء حد أدنى من عدد النقلات أو كل النقلات في وقت محدد ويجوز أن يُمنح وقت إضافي بعد كل نقلة. كل هذه الأمور يجب تحديدها مسـبقاً.
(ب) يُضاف الوقت الذي يدخره اللاعب في إحدى الفترات الزمنية إلى الوقت المخصص له للفترة التالية إلا في حالة تطبيق نظام «الوقت المُؤخر». في نظام «الوقت المُؤخر»: Mode Time delay يُمنح كل لاعب «وقت تفكير أساسي» وكذلك يحصل على «وقت إضافي ثابت» لكل نقلة. يبدأ احتساب الوقت الأساسي فقط بعد انتهاء الوقت الإضافي. إذا أوقف اللاعب ساعته قبل انتهاء الوقت الإضافي، فإن الوقت الأساسي لا يتغير بصرف النظر عن نسبة الوقت الإضافي المستهلك
3 كل ساعة مزودة بـ «علم» (أو مؤشر) وفور سقوط العلم (أو ظهور المؤشر) يجب التحقق من متطلبات المادة 6-2 (أ).
4 يقرر الحكم قبل بدء المباراة مكان وضع ساعة الشطرنج.
5 في الوقت المحدد لبداية المباراة، يتم تشغيل ساعة اللاعب الذي لديه القطع البيضاء.
6 إذا لم يحضر اللاعبان عند البداية، فإن لاعب القطع البيضاء يخسر الوقت الذي ينقضي حتى وصوله إلا في الحالات التي تنص عليها أنظمة اللعب أو أن يقرر الحكم بطريقة أخرى (خصم وقت التأخير من كلا اللاعبين)
7 يخسر اللاعب المباراة إذا تأخر في الوصول إلى رقعة الشطرنج أكثر من ساعة زمنية (10 دقيقة) يزود 10 ثواني في كل لعبه.
```
بعد الوقت المحدد لبداية جلسة اللعب؛ إلا في الحالات التي تنص عليها أنظمة اللعب أو أن يقرر الحكم غير ذلك.
```

8
(أ) أثناء المباراة يقوم كل لاعب بعد أداء نقلته على الرقعة بإيقاف ساعته وتشغيل ساعة منافسه. يجب أن يُسمح للاعب دائماً بإيقاف ساعته ولا تعتبر النقلة منتهية حتى يقوم اللاعب بذلك إلا إذا كانت هذه النقلة تنهي المباراة.(راجع المادتين 5-1، 5-2). يعتبر الوقت المستهلك ما بين قيام اللاعب بأداء نقلته وحتى إيقاف ساعته جزء من الوقت المخصص له.
(ب) يجب على اللاعب أن يوقف ساعته بنفس اليد التي نقل بها نقلته. يُمنع اللاعب أن يترك إصبعه على زر الساعة أو أن يحوم بيده فوقه
(ت) يجب على اللاعبين استعمال ساعة الشطرنج بشكل لائق. يُمنع ضغط زر الساعة بقوة أو رفعها من مكانها أو ضربها بعنف. يُعاقب كل من يستعمل الساعة بشكل غير لائق وفقاً للمادة (13-4).
(ث) إذا كان اللاعب لا يستطيع استعمال الساعة فيمكنه الاستعانة بشخص - يقبله الحكم - للقيام بدلا منه بالضغط على زر الساعة وعندئذ يقوم الحكم بضبط الساعة بشكل عادل. (خصم وقت من اللاعب).
- يعد علم (أو مؤشر) الساعة ساقطاً حينما يراه الحكم أو حين يشير أحد اللاعبين إلى سقوطه وتكون إشارته صحيحة.
- باستثناء الحالات التي تطبق فيها المادة 5-1 أو أحد المواد 5-2 (أ)، (ب)،(ت) يُعتبر اللاعب خاسرا للمباراة إذا لم يُكمل اللاعب العدد المطلوب من النقلات في الوقت المحدد إلا أن المباراة تعتبر تعادل إذا كان الوضع على الرقعة لا يسمح للمنافس بتنفيذ كش مات لملك اللاعب بأية سلسلة من النقلات القانونية الممكنة.
- تعتبر أي إشارة تظهرها الساعة حاسمة ونهائية إلا في حالة وجود خلل واضح، عندئذ يجب على الحكم أن يستبدل الساعة ويستعمل أفضل ما لديه من حكمة لتحديد وضبط الوقت على الساعة البديلة.
- إذا سقط العلمان وتعذر معرفة أيهما سقط أولا ً فيجب عندئذ:

(أ) استمرار المباراة إذا حدث ذلك في أي فترة زمنية عدا الأخيرة.
(ب) إعلان التعادل إذا حدث ذلك في فترة من المباراة كان يستلزم خلالها تنفيذ كل النقلات المتبقية.(وعندما تكون المباراة فترة واحدة). (الساعة الإلكترونية الرقمية تحدد اللاعب الذي انتهي وقته أولا وبالتالي تطبق المادة 6-10)
13
(أ) يوقف الحكم الساعتين إذا كانت هناك حاجة لإيقاف المباراة.
(ب) يستطيع اللاعب إيقاف الساعتين فقط لطلب مساعدة الحكم، مثلا عند الترقية في حال عدم توفر القطعة المطلوبة.
(ت) يقرر الحكم متى يستأنف المباراة في كل حالة.
(ث) إذا أوقف اللاعب الساعتين لطلب مساعدة الحكم فسوف يقرر الحكم إذا كان اللاعب لديه أي سبب قانوني لطلب المساعدة. فإذا اتضح عدم وجود سبب قانوني لإيقاف الساعتين فإن اللاعب يُعاقب وفقا للمادة 13-4
- إذا ظهر وضع غير قانوني و/أو في حال إعادة القطع إلى وضع سابق فيجب على الحكم استعمال أقصى حكمته لتحديد الوقت الذي يجب أن يظهر على الساعتين. ويحق للحكم أيضا عند الضرورة ضبط عدد النقلات الموضح بالساعة.
- يُسمح داخل صالة اللعب بوجود شاشات العرض وشاشات الحاسوب ورقعات العرض التي توضح الوضع الجاري على الرقعة وعدد النقلات الملعوبة ويُسمح باستعمال الساعات التي توضح عدد النقلات. إلا أنه لا يحق للاعب تقديم أي احتجاج مستنداً فقط على معلومات تظهر في هذه الوسائل.